# Llangefni
Llangefni är en ort och community i Wales. Det är den administrativa huvudorten för kommunen Anglesey, på ön med samma namn. Befolkningen i communityn uppgick till 5 116 invånare vid folkräkningen 2011, varav 4 864 invånare i tätorten.
Oriel Ynys Mônmuseet, som har många föremål från Angleseys historia, finns i staden.

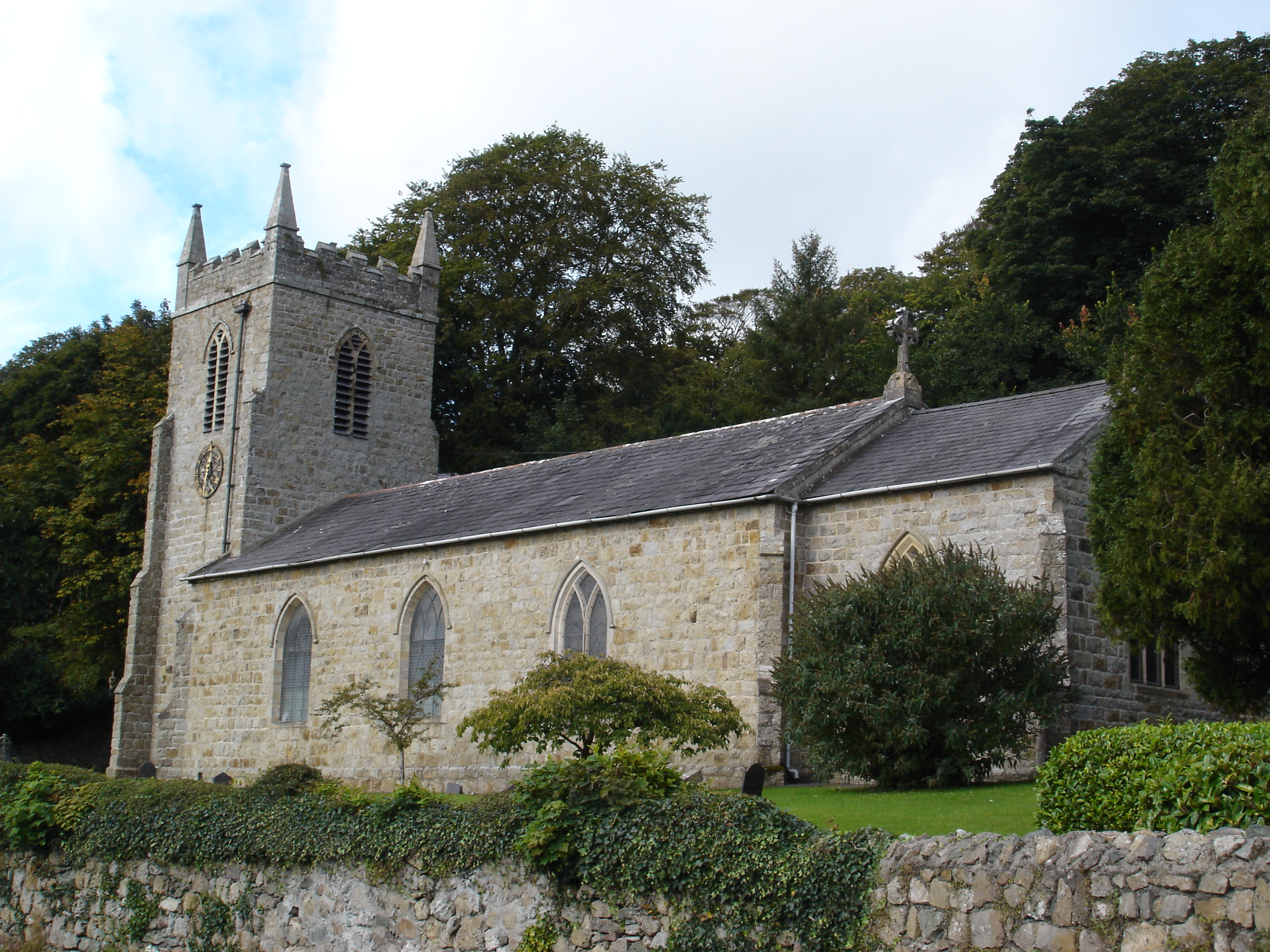
St Cyngars kyrka i Llangefni.